# ۱۱۸ (فیلم)
۱۱۸ (انگلیسی: 118) یک فیلم با زبان تلوگو در ژانر اکشن به کارگردانی کی. وی. گوهان است که در سال ۲۰۱۸ منتشر شد.